# Herb Opola Lubelskiego
Herb Opola Lubelskiego – jeden z symboli miasta Opole Lubelskie i gminy Opole Lubelskie w postaci herbu.

## Wygląd i symbolika
Herb przedstawia srebrny topór o brązowym trzonku w słup, ostrzem w prawo, na czerwonej tarczy herbowej. Jest to odmiana herbu szlacheckiego Topór.